# Kakszentmárton
Kakszentmárton (Mărtinești), település Romániában, Szatmár megyében.

## Fekvése
Szatmár megyében, Szatmárnémetitől keletre, Szatmárnémeti és Szatmárudvari között fekvő település.

## Története
Kakszentmárton Árpád-kori település. Nevét 1213-ban említette először oklevél Simon sac de.v, Sancti Martini néven, az ide való Simon nevű papja nevében.
A falu eredetileg királyi birtok volt, 1268-ban V. István ifjabb király a Karászi család ősének, Drugh fia Sándor szörényi bánnak adományozta a Szamos jobb partján fekvő Szentmártont is. A Karásziak birtokai közé tartozott 1351 előttig, a Karászi család kihalásáig.
1364-ben I. Lajos király Szentmárton birtokot a Pok nemzetséghez tartozó Meggyesi Simon fia Móricnak adományozta.
A falu később a meggyesi uradalomhoz, és a Meggyesaljai Mórocz család birtokai közé tartozott a szomszédos Kak településsel együtt, később a Báthori család birtoka lett, majd a Báthoriak örököseié.
A szinéri uradalommal a 17. században a Szatmári várhoz tartozott.
18. században a Gáspár, Péterffy, Ozoróczky, Ottlik és Rácz családok birtoka volt.
A 20. század elején Péterffy Imre volt birtokosa, akinek itt szép úri laka is volt, melyet még a 19. század elején Péterffy Albert épített.
1910-ben 551 lakosából 513 magyar, 34 román volt. Ebből 31 római katolikus, 230 görögkatolikus, 269 református volt.
A trianoni békeszerződés előtt Szatmár vármegye Szatmárnémeti járásához tartozott.

## Nevezetességei
- Református temploma – 1885-ben épült.
- Római katolikus temploma – 1995-ben épült, Szent Márton tiszteletére szentelték fel.
- Ortodox temploma – 1980-ban épült.
- Orosz családi nyomda – 1887-ben épült.